# Paul Oldfield
Paul Oldfield, född 30 mars 1966, mer känd som Mr. Methane, är en brittisk pruttkonstnär. Oldfield själv, påstår att han är den enda verksamma pruttkonstnären i sin genre i världen.
Han är i Sverige mest känd för att ha medverkat hos Robert Aschberg i TV3 hösten 1991. Oldfield blev, antagligen mot sitt medvetande, lite av en förgrundsfigur för den omvälvande mediavärlden under tidigt 1990-tal. Reaktionen på Oldfields medverkan var stor och följdes av skandalrubriker. När Oldfield gjorde sitt framträdande, då satt dessutom Sveriges utrikesminister Margaretha af Ugglas i studion, vilket inte gjorde kritiken mindre.
Oldfield uppträdde på Senkveld i TV2 Norge under hösten år 2007.
År 2009 ställde han upp i Britain's Got Talent. Trots att två av domarna föreföll synnerligen roade, blev han utröstad, vilket innebar att han via tävlingen inte fick möjlighet att uppträda för den brittiska drottningen Elizabeth II.

## Bakgrund
Oldfield kommer från Macclesfield i nordvästra England. Han var verksam som lokförare innan han började uppträda på heltid.

## Mr. Methane
Sin gåva att kunna prutta på kommando, upptäckte Oldfield vid femton års ålder, då han utövade yoga. Under sina senare skolår, brukade han uppträda och prutta på rasterna för pengar. Efter en tid som lokförare, fick Oldfield tipset av sin chef att börja uppträda på heltid, något han gjort sen 1991. Oldfield uppträder nästan alltid under sin pseudonym Mr. Methane.
Oldfield sa att han skulle lägga av 2006 när han fyllde 40, men började igen ett år senare.

### Fotnoter
1. 1 2  an Widerberg (24 mars 2016). ”Världens lättaste skämt” (på svenska). Dagens arbete. https://da.se/2016/03/varldens-lattaste-skamt%E2%80%89/. Läst 18 juli 2019.
2. ↑  Robert Aschberg (18 februari 2011). ”Då var fisarna äckliga” (på svenska). Aftonbladet. https://www.aftonbladet.se/nyheter/kolumnister/a/kapE7Q/da-var-fisarna-ackliga--nu-ar-de-god-tv-underhallning. Läst 18 juli 2019.